# Cryptocarya macrophylla
Cryptocarya macrophylla är en lagerväxtart som beskrevs av James Sykes Gamble. Cryptocarya macrophylla ingår i släktet Cryptocarya och familjen lagerväxter. Inga underarter finns listade i Catalogue of Life.